# Праксіфея (дружина Ерехтея)
Праксіфея (дав.-гр. Πραξιθέα; також Пракстітея) — персонаж давньогрецької міфології, дочка Фрасіма і Діогенеї, дружина Ерехтея. Від нього мала дітей: синів Кекропса, Метіона, Пандора, дочок Прокріду, Креусу, Хтонію, Орітію, ймовірно Протогонію і Пандору. Через війну з Елефсіном бажаючи перемоги афінян пожертвувала трьома дочками Хтонією, Протогонією і Пандорою для цього.